# 貴仁站
貴仁站（韓語：귀인역）是朝鮮民主主義人民共和國慈江道慈城郡貴仁里的一個鐵路車站，属于北部内陆线。

## 历史
- 1988年8月3日，落成使用。

## 邻近车站
北部内陆线
麝香站 - 貴仁站 - 钱坪站